# Ankouandé
Ankouandé est un village du Cameroun situé dans le département du Haut-Nyong et la région de l'Est.
Il fait partie de la commune de Nguelemendouka.

## Population
Lors du recensement de 2005, Ankouandé comptait 148 habitants.

## Développement
Selon le Plan Communal de Développement de Nguelemendouka (2012), plusieurs mesures ont été envisagées pour le développement d'Ankouandé.
1. Construction d'un point d’eau à Ankouandé
2. Extension du réseau électrique
3. Aménagement et ouverture de l’accès au site minier d'Ankouande (sable)